# 慕尼黑地铁2号线
慕尼黑地铁2号线（U-Bahn-Linie 2 München）全长24公里，共设有地27座车站。起始站分别为费德莫兴站到展览中心东站。在高峰时段，地铁1号线和2号线的运行间隔为5分钟。